# Bruno De Zordo
Bruno De Zordo (* 18. November 1941 in Cibiana di Cadore; † 25. Juni 2004 in Sappada) war ein italienischer Skispringer.
Seinen ersten Erfolg feierte De Zordo 1961 bei den italienischen Meisterschaften, wo er hinter seinem Bruder Dino De Zordo und Nilo Zandanel die Bronzemedaille gewann. Ein Jahr später gewann er Gold. Auch 1963 konnte er den Titel gewinnen. Bei den Olympischen Winterspielen 1964 in Innsbruck sprang De Zordo von der Normalschanze auf den 46. Platz. Zum Auftakt in die Skisprungsaison 1964/65 gewann De Zordo das Weihnachtsspringen in St. Moritz. 1965 und 1966 konnte er noch einmal Bronze bei den italienischen Meisterschaften gewinnen.
Zwischen 1960 und 1966 sprang De Zordo bei der Vierschanzentournee. Sein bestes Einzelergebnis erreichte er dabei am 28. Dezember 1962 in Oberstdorf, wo er auf den 18. Platz sprang.